# Aankhen
Aankhen è un film indiano del 2002 diretto da Vipul Amrutlal Shah.